# Encholirium vogelii
Encholirium vogelii är en gräsväxtart som beskrevs av Werner Rauh. Encholirium vogelii ingår i släktet Encholirium och familjen Bromeliaceae. Inga underarter finns listade i Catalogue of Life.